# Mobula alfredi
Mobula alfredi es una especie de pez manta de la familia Mobulidae, una de las rayas más grandes en el mundo. Dentro de las especies comúnmente reconocidas, se trata de la segunda raya de mayor tamaño, solo superada por la manta gigante.
La especie fue descrita en 1868 por Gerard Krefft, el director del Museo australiano. El nombre M. alfredi es en honor a Alfred, Duque de Edimburgo, el primer miembro de la familia real británica en visitar Australia.
Mobula alfredi puede llegar a medir 5,5 m, pero los ejemplares observados miden habitualmente entre 3 y 3,5 m. Se encuentra comúnmente en el Indo-Pacífico, en zonas tropical y subtropical, más algunos registros en el este del Atlántico y ninguno en el oeste del Atlántico y este del Pacífico.

## Clasificación
Durante mucho tiempo fue incluido en M. birostris, pero paso a considerarse como especie separada en 2009. Finalmente, en 2017, todas las mantas, incluida la Manta alfredi, pasaron a clasificarse dentro del género Mobula.